# セントメリー湖
セントメリー湖　(英語：Saint Mary Lake）は、アメリカ合衆国モンタナ州でグレイシャー国立公園で二番目に大きな湖である。
15.88km2の面積を持ち、最も深い場所の水深は91mである。